# Delosperma crassum
Delosperma crassum är en isörtsväxtart som beskrevs av L. Bol.. Delosperma crassum ingår i släktet Delosperma, och familjen isörtsväxter. Inga underarter finns listade i Catalogue of Life.